# 圣梅拉尼
圣梅拉尼（法語：Saint-Mélany，法語發音：[sɛ̃ melani]）是法国阿尔代什省的一个市镇，属于拉让蒂耶尔区。

## 地理
圣梅拉尼（44°31'48"N, 4°7'6"E）面积10.64 平方千米，位于法国奥弗涅-罗讷-阿尔卑斯大区阿尔代什省，该省份为法国东南部内陆省份，北起顺时针与卢瓦尔省、伊泽尔省、德龙省、沃克吕兹省、加尔省、洛泽尔省和上盧瓦爾省接壤。
与圣梅拉尼接壤的市镇（或旧市镇、城区）包括：博蒙、栋纳克、萨布利耶尔、圣安德烈拉尚。

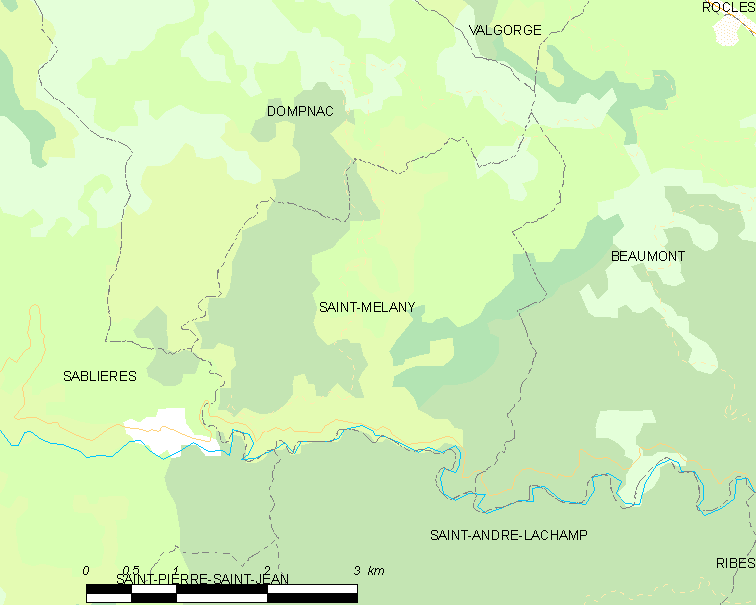
圣梅拉尼的OSM定位图

圣梅拉尼的时区为UTC+01:00、UTC+02:00（夏令时）。

## 行政
圣梅拉尼的邮政编码为07260，INSEE市镇编码为07275。

## 政治
圣梅拉尼所属的省级选区为阿尔代什塞文县。

## 人口

1962-2008年间圣梅拉尼人口变化图示

圣梅拉尼于2022年1月1日时的人口数量为107人。